# Vladimír Weiss (1964)
Vladimír Weiss (Bratislava, 22 settembre 1964) è un allenatore di calcio ed ex calciatore slovacco, di ruolo difensore, tecnico dello Slovan Bratislava.

## Biografia
Suo figlio, anch'egli di nome Vladimír, è un calciatore. Anche suo padre, anch'egli di nome Vladimír è stato un calciatore, ha militato nella Nazionale cecoslovacca, con la quale ha partecipato ai Giochi olimpici di Tokyo del 1964, dove ha conquistato la medaglia d'argento.

## Carriera

### Giocatore
Difensore, ha militato principalmente tra le file di Inter Bratislava (1986-1993) e Artmedia Bratislava (1996-2000).
A livello internazionale, ha collezionato 19 presenze e una rete con la maglia della Cecoslovacchia, con cui ha partecipato al Mondiale 1990. Dopo la separazione della Cecoslovacchia ha collezionato 12 presenze e una rete con la maglia della Nazionale slovacca.

### Allenatore
Nel 2000 diventa allenatore dell'Artmedia Bratislava, con cui vince la Corgoň Liga nel 2005 e raggiunge la fase a gironi della UEFA Champions League 2005-2006. Allena i russi del Saturn dal febbraio 2006 al giugno 2007, quindi ritorna all'Artmedia dove vince un altro titolo nazionale.
Dall'estate 2008 è il CT della Slovacchia, che ha condotto alla prima storica qualificazione alla fase finale di un Mondiale. Nella fase a gironi gli slovacchi eliminano i campioni in carica dell'Italia, per poi essere sconfitti negli ottavi di finale dai Paesi Bassi (1-2). Viene confermato alla guida della Nazionale fino al 2014.
Il 5 agosto 2011 assume anche l'incarico di allenatore dello Slovan Bratislava. Il 30 gennaio 2012, dopo avere mancato la qualificazione a Euro 2012, rescinde il contratto da CT della nazionale mitteleuropea. Il 3 agosto successivo lascia anche la panchina dello Slovan, quindi il 26 novembre viene ingaggiato dai kazaki del Kairat Almaty.
Il 14 marzo 2016 viene ingaggiato come CT della Georgia.

## Statistiche

### Statistiche da allenatore
Statistiche aggiornate al 1º luglio 2022.  In grassetto le competizioni vinte.
| Stagione                 | Squadra                  | Campionato               | Campionato | Campionato | Campionato | Campionato | Coppe nazionali | Coppe nazionali | Coppe nazionali | Coppe nazionali | Coppe nazionali | Coppe continentali | Coppe continentali | Coppe continentali | Coppe continentali | Coppe continentali | Altre coppe | Altre coppe | Altre coppe | Altre coppe | Altre coppe | Totale | Totale | Totale | Totale | % Vittorie | Piazzamento |
| Stagione                 | Squadra                  | Comp                     | G          | V          | N          | P          | Comp            | G               | V               | N               | P               | Comp               | G                  | V                  | N                  | P                  | Comp        | G           | V           | N           | P           | G      | V      | N      | P      | %          | Piazzamento |
| ------------------------ | ------------------------ | ------------------------ | ---------- | ---------- | ---------- | ---------- | --------------- | --------------- | --------------- | --------------- | --------------- | ------------------ | ------------------ | ------------------ | ------------------ | ------------------ | ----------- | ----------- | ----------- | ----------- | ----------- | ------ | ------ | ------ | ------ | ---------- | ----------- |
| 2000-2001                | Petržalka                | SL                       | 36         | 15         | 9          | 12         | CS              | 3               | 0               | 2               | 1               | -                  | -                  | -                  | -                  | -                  | -           | -           | -           | -           | -           | 39     | 15     | 11     | 13     | 38,46      | 4º          |
| 2001-2002                | Petržalka                | SL                       | 36         | 11         | 14         | 11         | CS              | 1               | 0               | 1               | 0               | Int                | 4                  | 0                  | 3                  | 1                  | -           | -           | -           | -           | -           | 41     | 11     | 18     | 12     | 26,83      | 7º          |
| 2002-2003                | Petržalka                | SL                       | 36         | 20         | 7          | 9          | CS              | 1               | 0               | 0               | 1               | -                  | -                  | -                  | -                  | -                  | -           | -           | -           | -           | -           | 37     | 20     | 7      | 10     | 54,05      | 2º          |
| 2003-2004                | Petržalka                | SL                       | 36         | 10         | 14         | 12         | CS              | 7               | 5               | 1               | 1               | CU                 | 4                  | 2                  | 1                  | 1                  | -           | -           | -           | -           | -           | 47     | 17     | 16     | 14     | 36,17      | 8º          |
| 2004-2005                | Petržalka                | SL                       | 36         | 20         | 12         | 4          | CS              | 6               | 4               | 1               | 1               | CU                 | 2                  | 0                  | 1                  | 1                  | SS          | 1           | 0           | 0           | 1           | 45     | 24     | 14     | 7      | 53,33      | 1º          |
| 2005-feb. 2006           | Petržalka                | SL                       | 20         | 12         | 4          | 4          | CS              | 3               | 2               | 1               | 0               | UCL +CU            | 12+2               | 3                  | 5                  | 4+2                | SS          | 1           | 1           | 0           | 0           | 38     | 18     | 10     | 10     | 47,37      | Resc. cons. |
| 2006                     | Saturn                   | PL                       | 30         | 7          | 16         | 7          | KR              | 4               | 2               | 1               | 1               | -                  | -                  | -                  | -                  | -                  | -           | -           | -           | -           | -           | 34     | 9      | 17     | 8      | 26,47      | 11º         |
| feb.-mag. 2007           | Saturn                   | PL                       | 10         | 2          | 7          | 1          | KR              | -               | -               | -               | -               | -                  | -                  | -                  | -                  | -                  | -           | -           | -           | -           | -           | 10     | 2      | 7      | 1      | 20,00      | Resc. cons. |
| Totale Saturn            | Totale Saturn            | Totale Saturn            | 40         | 9          | 23         | 8          |                 | 4               | 2               | 1               | 1               |                    |                    |                    |                    |                    |             |             |             |             |             | 44     | 11     | 24     | 9      | 25,00      |             |
| 2007-2008                | Petržalka                | SL                       | 33         | 27         | 3          | 3          | CS              | 6               | 5               | 1               | 0               | CU                 | 6                  | 1                  | 2                  | 3                  | -           | -           | -           | -           | -           | 45     | 33     | 6      | 6      | 73,33      | 1º          |
| Totale Petržalka         | Totale Petržalka         | Totale Petržalka         | 233        | 115        | 63         | 55         |                 | 27              | 16              | 7               | 4               |                    | 30                 | 6                  | 12                 | 12                 |             | 2           | 1           | 0           | 1           | 292    | 138    | 82     | 72     | 47,26      |             |
| 2011-2012                | Slovan Bratislava        | SL                       | 30         | 14         | 11         | 5          | CS              | 4               | 2               | 1               | 1               | UCL                | 4                  | 1                  | 2                  | 1                  | -           | -           | -           | -           | -           | 38     | 17     | 4      | 7      | 44,74      | Sub., 3º    |
| lug.-ago. 2012           | Slovan Bratislava        | SL                       | 3          | 1          | 1          | 1          | CS              | -               | -               | -               | -               | UEL                | 2                  | 0                  | 2                  | 0                  | -           | -           | -           | -           | -           | 5      | 1      | 3      | 1      | 20,00      | Dim.        |
| 2013                     | Qairat                   | QPL                      | 32         | 12         | 12         | 8          | CK              | 2               | 0               | 1               | 1               | -                  | -                  | -                  | -                  | -                  | -           | -           | -           | -           | -           | 34     | 12     | 13     | 9      | 35,29      | 3º          |
| 2014                     | Qairat                   | QPL                      | 32         | 18         | 5          | 9          | CK              | 6               | 6               | 0               | 0               | UEL                | 4                  | 1                  | 2                  | 1                  | -           | -           | -           | -           | -           | 42     | 25     | 7      | 10     | 59,52      | 3º          |
| 2015                     | Qairat                   | QPL                      | 32         | 20         | 7          | 5          | CK              | 5               | 4               | 1               | 0               | UEL                | 8                  | 5                  | 1                  | 2                  | SK          | 1           | 0           | 0           | 1           | 46     | 29     | 9      | 8      | 63,04      | 2º          |
| Totale Qayrat            | Totale Qayrat            | Totale Qayrat            | 96         | 50         | 24         | 22         |                 | 13              | 10              | 2               | 1               |                    | 12                 | 6                  | 3                  | 3                  |             | 1           | 0           | 0           | 1           | 122    | 66     | 29     | 27     | 54,10      |             |
| mag.-lug. 2021           | Slovan Bratislava        | SL                       | 2          | 2          | 0          | 0          | CS              | 1               | 1               | 0               | 0               | -                  | -                  | -                  | -                  | -                  | -           | -           | -           | -           | -           | 3      | 3      | 0      | 0      | 100,00&    | Sub., 1º    |
| 2021-2022                | Slovan Bratislava        | SL                       | 32         | 22         | 8          | 2          | CS              | 8               | 6               | 1               | 1               | UCL +UEL +UECL     | 4+4+6              | 1+1+2              | 1+2+2              | 2+1+2              | -           | -           | -           | -           | -           | 54     | 32     | 14     | 8      | 59,26      | 1º          |
| 2022-2023                | Slovan Bratislava        | SL                       | 32         | 21         | 6          | 5          | CS              | 8               | 5               | 2               | 1               | UCL +UEL +UECL     | 4+2+10             | 2+0+4              | 1+2+4              | 1+0+2              | -           | -           | -           | -           | -           | 56     | 32     | 15     | 9      | 57,14      | 1°          |
| 2023-2024                | Slovan Bratislava        | SL                       | 32         | 23         | 4          | 5          | CS              | 5               | 4               | 0               | 1               | UCL+UEL+UECL       | 6+2+8              | 2+1+3              | 2+0+1              | 2+1+4              | -           | -           | -           | -           | -           | 53     | 33     | 7      | 13     | 62,26      | 1°          |
| 2024-2025                | Slovan Bratislava        | SL                       | 17         | 13         | 2          | 2          | CS              | 3               | 3               | 0               | 0               | UCL                | 16                 | 5                  | 3                  | 8                  | -           | -           | -           | -           | -           | 36     | 21     | 5      | 10     | 58,33      |             |
| Totale Slovan Bratislava | Totale Slovan Bratislava | Totale Slovan Bratislava | 148        | 96         | 32         | 20         |                 | 29              | 21              | 4               | 4               |                    | 68                 | 22                 | 22                 | 24                 |             |             |             |             |             | 245    | 139    | 58     | 48     | 56,73      |             |
| Totale carriera          | Totale carriera          | Totale carriera          | 517        | 270        | 142        | 105        |                 | 73              | 49              | 14              | 10              |                    | 110                | 34                 | 37                 | 39                 |             | 3           | 1           | 0           | 2           | 703    | 354    | 193    | 156    | 50,36      |             |

#### Nazionale slovacca
| Squadra    | Naz                   | dal           | al              | Record | Record | Record | Record     | Record | Record | Record | Record |
| G          | V                     | N             | P               | GF     | GS     | DR     | % Vittorie |        |        |        |        |
| ---------- | --------------------- | ------------- | --------------- | ------ | ------ | ------ | ---------- | ------ | ------ | ------ | ------ |
| Slovacchia | Slovacchia (bandiera) | 1 luglio 2008 | 30 gennaio 2012 | 40     | 16     | 8      | 16         | 56     | 53     | +3     | 40,00  |

#### Nazionale slovacca nel dettaglio
| 2008-2009         | Slovacchia        | Qual. Mondiali Sudafrica 2010 | Vincitore Gruppo 3, qualificato | 10 | 7  | 1 | 2  | 70,00 | 22 | 10 | +12 |
| 2010              | Slovacchia        | Mondiali Sudafrica 2010       | Ottavi di finale                | 4  | 1  | 1 | 2  | 25,00 | 5  | 7  | -2  |
| 2010-2011         | Slovacchia        | Qual. Europeo 2012            | 3º Gruppo B-non qualificata     | 10 | 4  | 3 | 3  | 40,00 | 7  | 10 | -3  |
| Dal 2008 al 2012  | Slovacchia        | Amichevoli                    |                                 | 16 | 4  | 3 | 9  | 25,00 | 22 | 26 | -4  |
| Totale Slovacchia | Totale Slovacchia | Totale Slovacchia             | Totale Slovacchia               | 40 | 16 | 8 | 16 | 40,00 | 56 | 53 | +3  |

#### Nazionale georgiana
| Squadra | Naz                | dal           | al               | Record | Record | Record | Record     | Record | Record | Record | Record |
| G       | V                  | N             | P                | GF     | GS     | DR     | % Vittorie |        |        |        |        |
| ------- | ------------------ | ------------- | ---------------- | ------ | ------ | ------ | ---------- | ------ | ------ | ------ | ------ |
| Georgia | Georgia (bandiera) | 14 marzo 2016 | 16 novembre 2020 | 47     | 16     | 15     | 16         | 61     | 53     | +8     | 34,04  |

#### Nazionale georgiana nel dettaglio
| 2016-2017        | Georgia        | Qual. Mondiali Russia 2018 | 5º Gruppo D, non qualificato             | 10 | 0  | 5  | 5  | &0,00 | 8  | 14 | -6  |
| 2018             | Georgia        | Nations League 2018-2019   | Vincitore Gruppo 1 Lega D, promosso      | 6  | 5  | 1  | 0  | 83,33 | 12 | 2  | +10 |
| 2019-2020        | Georgia        | Qual. Europeo 2020         | 4º Gruppo D-non qualificata dopo playoff | 10 | 3  | 2  | 5  | 30,00 | 8  | 12 | -4  |
| 2020             | Georgia        | Nations League 2020-2021   | Dimesso                                  | 5  | 1  | 3  | 1  | 20,00 | 6  | 6  | 0   |
| Dal 2016 al 2020 | Georgia        | Amichevoli                 |                                          | 16 | 7  | 4  | 5  | 43,75 | 27 | 19 | +8  |
| Totale Georgia   | Totale Georgia | Totale Georgia             | Totale Georgia                           | 47 | 16 | 15 | 16 | 34,04 | 61 | 53 | +8  |

#### Partite da commissario tecnico della nazionale georgiana
| Cronologia completa delle presenze e delle reti in nazionale ― Georgia | Cronologia completa delle presenze e delle reti in nazionale ― Georgia | Cronologia completa delle presenze e delle reti in nazionale ― Georgia | Cronologia completa delle presenze e delle reti in nazionale ― Georgia | Cronologia completa delle presenze e delle reti in nazionale ― Georgia | Cronologia completa delle presenze e delle reti in nazionale ― Georgia | Cronologia completa delle presenze e delle reti in nazionale ― Georgia             | Cronologia completa delle presenze e delle reti in nazionale ― Georgia |
| Data                                                                   | Città                                                                  | In casa                                                                | Risultato                                                              | Ospiti                                                                 | Competizione                                                           | Reti                                                                               | Note                                                                   |
| ---------------------------------------------------------------------- | ---------------------------------------------------------------------- | ---------------------------------------------------------------------- | ---------------------------------------------------------------------- | ---------------------------------------------------------------------- | ---------------------------------------------------------------------- | ---------------------------------------------------------------------------------- | ---------------------------------------------------------------------- |
| 29-3-2016                                                              | Tblisi                                                                 | Georgia                                                                | 1 – 1                                                                  | Kazakistan                                                             | Amichevole                                                             | Tornike Okriashvili                                                                | Cap: J.K'ank'ava                                                       |
| 27-5-2016                                                              | Wels                                                                   | Georgia                                                                | 1 – 3                                                                  | Slovacchia                                                             | Amichevole                                                             | Levan Kenia                                                                        | Cap: G.Kashia                                                          |
| 3-6-2016                                                               | Bucarest                                                               | Romania                                                                | 5 – 1                                                                  | Georgia                                                                | Amichevole                                                             | autorete                                                                           | Cap: A.Amisulashvili                                                   |
| 7-6-2016                                                               | Getafe                                                                 | Spagna                                                                 | 0 – 1                                                                  | Georgia                                                                | Amichevole                                                             | Tornike Okriashvili                                                                | Cap: A.Amisulashvili                                                   |
| 5-9-2016                                                               | Tblisi                                                                 | Georgia                                                                | 1 – 2                                                                  | Austria                                                                | Qual. Mondiali 2018                                                    | Jano Ananidze                                                                      | Cap: A.Amisulashvili                                                   |
| 6-10-2016                                                              | Dublino                                                                | Irlanda                                                                | 1 – 0                                                                  | Georgia                                                                | Qual. Mondiali 2018                                                    | -                                                                                  | Cap: G.Kashia                                                          |
| 9-10-2016                                                              | Cardiff                                                                | Galles                                                                 | 1 – 1                                                                  | Georgia                                                                | Qual. Mondiali 2018                                                    | Tornike Okriashvili                                                                | Cap: G.Kashia                                                          |
| 12-11-2016                                                             | Tblisi                                                                 | Georgia                                                                | 1 – 1                                                                  | Moldavia                                                               | Qual. Mondiali 2018                                                    | Valeri Q'azaishvili                                                                | Cap: G.Kashia                                                          |
| 23-1-2017                                                              | Abu Dhabi                                                              | Uzbekistan                                                             | 2 – 2                                                                  | Georgia                                                                | Amichevole                                                             | Teimuraz Shonia Saba Lobzhanidze                                                   | Cap: U.Lobjanidze                                                      |
| 25-1-2017                                                              | Abu Dhabi                                                              | Georgia                                                                | 0 – 1                                                                  | Giordania                                                              | Amichevole                                                             | -                                                                                  | Cap: U.Lobjanidze                                                      |
| 24-3-2017                                                              | Tbilisi                                                                | Georgia                                                                | 1 – 3                                                                  | Serbia                                                                 | Qual. Mondiali 2018                                                    | Nika Kacharava                                                                     | Cap: J.K'ank'ava                                                       |
| 28-3-2017                                                              | Tbilisi                                                                | Georgia                                                                | 5 – 0                                                                  | Lettonia                                                               | Amichevole                                                             | 2 Jano Ananidze 1 (rig.) 2 Giorgi Kvilitaia Giorgi Arabidze                        | Cap: G.Kashia                                                          |
| 7-6-2017                                                               | Tbilisi                                                                | Georgia                                                                | 3 – 0                                                                  | Saint Kitts e Nevis                                                    | Amichevole                                                             | 2 Giorgi Arabidze 1 (rig.) Vladimer Dvalishvili                                    | Cap: J.K'ank'ava                                                       |
| 11-6-2017                                                              | Chisinau                                                               | Moldavia                                                               | 2 – 2                                                                  | Georgia                                                                | Qual. Mondiali 2018                                                    | Giorgi Merebashvili Valeri Q'azaishvili                                            | Cap: J.K'ank'ava                                                       |
| 2-9-2017                                                               | Tbilisi                                                                | Georgia                                                                | 1 – 1                                                                  | Irlanda                                                                | Qual. Mondiali 2018                                                    | Valeri Q'azaishvili                                                                | Cap: G.Kashia                                                          |
| 5-9-2017                                                               | Vienna                                                                 | Austria                                                                | 1 – 1                                                                  | Georgia                                                                | Qual. Mondiali 2018                                                    | Valeriane Gvilia                                                                   | Cap: J.K'ank'ava                                                       |
| 6-10-2017                                                              | Tbilisi                                                                | Georgia                                                                | 0 – 1                                                                  | Galles                                                                 | Qual. Mondiali 2018                                                    | -                                                                                  | Cap: J.K'ank'ava                                                       |
| 9-10-2017                                                              | Belgrado                                                               | Serbia                                                                 | 1 – 0                                                                  | Georgia                                                                | Qual. Mondiali 2018                                                    | -                                                                                  | Cap: J.K'ank'ava                                                       |
| 10-11-2017                                                             | Gori                                                                   | Georgia                                                                | 1 – 0                                                                  | Cipro                                                                  | Amichevole                                                             | Giorgi Kvilitaia                                                                   | Cap: J.K'ank'ava                                                       |
| 13-11-2017                                                             | Kutaisi                                                                | Georgia                                                                | 2 – 2                                                                  | Bielorussia                                                            | Amichevole                                                             | Irakli Sikharulidze Lasha Dvali                                                    | Cap: J.K'ank'ava                                                       |
| 24-3-2018                                                              | Tbilisi                                                                | Georgia                                                                | 4 – 0                                                                  | Lituania                                                               | Amichevole                                                             | Giorgi Papunashvili Giorgi Kvilitaia Valeri Q'azaishvili (rig.) Giorgi Chakvetadze | Cap: J.K'ank'ava                                                       |
| 27-3-2018                                                              | Tbilisi                                                                | Georgia                                                                | 2 – 0                                                                  | Estonia                                                                | Amichevole                                                             | Jemal Tabidze Valeri Q'azaishvili                                                  | Cap: J.K'ank'ava                                                       |
| 1-6-2018                                                               | Schwaz                                                                 | Georgia                                                                | 1 – 0                                                                  | Malta                                                                  | Amichevole                                                             | Guram Kashia (rig.)                                                                | Cap: G.Kashia                                                          |
| 5-6-2018                                                               | Lussemburgo                                                            | Lussemburgo                                                            | 1 – 0                                                                  | Malta                                                                  | Amichevole                                                             | -                                                                                  | Cap: J.K'ank'ava                                                       |
| 6-9-2018                                                               | Astana                                                                 | Kazakistan                                                             | 0 – 2                                                                  | Georgia                                                                | UEFA Nations League 2018-2019 - Lega D                                 | Giorgi Chakvetadze autorete                                                        | Cap: J.K'ank'ava                                                       |
| 9-9-2018                                                               | Tbilisi                                                                | Georgia                                                                | 1 – 0                                                                  | Lettonia                                                               | UEFA Nations League 2018-2019 - Lega D                                 | Tornike Okriashvili (rig.)                                                         | Cap: J.K'ank'ava                                                       |
| 13-10-2018                                                             | Tbilisi                                                                | Georgia                                                                | 3 – 0                                                                  | Andorra                                                                | UEFA Nations League 2018-2019 - Lega D                                 | 2 Valeri Q'azaishvili Jaba K'ank'ava                                               | Cap: J.K'ank'ava                                                       |
| 16-10-2018                                                             | Riga                                                                   | Lettonia                                                               | 0 – 3                                                                  | Georgia                                                                | UEFA Nations League 2018-2019 - Lega D                                 | Jaba K'ank'ava Valeriane Gvilia Giorgi Chakvetadze                                 | Cap: J.K'ank'ava                                                       |
| 15-11-2018                                                             | Andorra La Vella                                                       | Andorra                                                                | 1 – 1                                                                  | Georgia                                                                | UEFA Nations League 2018-2019 - Lega D                                 | Giorgi Chakvetadze                                                                 | Cap: G.Navalosvki                                                      |
| 19-11-2018                                                             | Tbilisi                                                                | Georgia                                                                | 2 – 1                                                                  | Kazakistan                                                             | UEFA Nations League 2018-2019 - Lega D                                 | Giorgi Merebashvili Giorgi Chakvetadze                                             | Cap: J.K'ank'ava                                                       |
| 23-3-2019                                                              | Tbilisi                                                                | Georgia                                                                | 0 – 2                                                                  | Svizzera                                                               | Qual. Euro 2020                                                        | -                                                                                  | Cap: J.K'ank'ava                                                       |
| 26-3-2019                                                              | Dublino                                                                | Irlanda                                                                | 1 – 0                                                                  | Georgia                                                                | Qual. Euro 2020                                                        | -                                                                                  | Cap: J.K'ank'ava                                                       |
| 7-6-2019                                                               | Tbilisi                                                                | Georgia                                                                | 3 – 0                                                                  | Gibilterra                                                             | Qual. Euro 2020                                                        | Valeriane Gvilia Giorgi Papunashvili Vato Arveladze (rig.)                         | Cap: J.K'ank'ava                                                       |
| 10-6-2019                                                              | Copenaghen                                                             | Danimarca                                                              | 5 – 1                                                                  | Georgia                                                                | Qual. Euro 2020                                                        | Saba Lobzhanidze                                                                   | Cap: J.K'ank'ava                                                       |
| 5-9-2019                                                               | Istanbul                                                               | Georgia                                                                | 2 – 2                                                                  | Corea del Sud                                                          | Amichevole                                                             | Jano Ananidze Giorgi Kvilitaia                                                     | Cap: G.Kashia                                                          |
| 8-9-2019                                                               | Tbilisi                                                                | Georgia                                                                | 0 – 0                                                                  | Danimarca                                                              | Qual. Euro 2020                                                        | -                                                                                  | Cap: G.Kashia                                                          |
| 12-10-2019                                                             | Tbilisi                                                                | Georgia                                                                | 0 – 0                                                                  | Irlanda                                                                | Qual. Euro 2020                                                        | -                                                                                  | Cap: J.K'ank'ava                                                       |
| 15-10-2019                                                             | Gibilterra                                                             | Gibilterra                                                             | 2 – 3                                                                  | Georgia                                                                | Qual. Euro 2020                                                        | Giorgi Kharaishvili Jaba K'ank'ava Giorgi Kvilitaia                                | Cap: J.K'ank'ava                                                       |
| 15-11-2019                                                             | San Gallo                                                              | Svizzera                                                               | 1 – 0                                                                  | Georgia                                                                | Qual. Euro 2020                                                        | -                                                                                  | Cap: J.K'ank'ava                                                       |
| 19-11-2019                                                             | Pola                                                                   | Croazia                                                                | 2 – 1                                                                  | Georgia                                                                | Amichevole                                                             | Giorgi Papunashvili                                                                | Cap: G.Kashia                                                          |
| 5-9-2020                                                               | Tallinn                                                                | Estonia                                                                | 0 – 1                                                                  | Georgia                                                                | UEFA Nations League 2020-2021 - Lega C                                 | Nika Kacharava                                                                     | Cap: J.K'ank'ava                                                       |
| 8-9-2020                                                               | Tbilisi                                                                | Georgia                                                                | 1 – 1                                                                  | Macedonia del Nord                                                     | UEFA Nations League 2020-2021 - Lega C                                 | Tornike Okriashvili (rig.)                                                         | Cap: J.K'ank'ava                                                       |
| 8-10-2020                                                              | Tbilisi                                                                | Georgia                                                                | 1 – 0                                                                  | Bielorussia                                                            | Qual. Euro 2020                                                        | Tornike Okriashvili (rig.)                                                         | Cap: J.K'ank'ava                                                       |
| 11-10-2020                                                             | Tychy                                                                  | Armenia                                                                | 2 – 2                                                                  | Georgia                                                                | UEFA Nations League 2020-2021 - Lega C                                 | Nika Kacharava Tornike Okriashvili                                                 | Cap: J.K'ank'ava                                                       |
| 14-10-2020                                                             | Skopje                                                                 | Macedonia del Nord                                                     | 1 – 1                                                                  | Georgia                                                                | UEFA Nations League 2020-2021 - Lega C                                 | Khvicha Kvaratskhelia                                                              | Cap: G.Loria                                                           |
| 12-11-2020                                                             | Tbilisi                                                                | Georgia                                                                | 0 – 1                                                                  | Macedonia del Nord                                                     | Qual. Euro 2020                                                        | -                                                                                  | Cap: J.K'ank'ava                                                       |
| 15-11-2020                                                             | Tbilisi                                                                | Georgia                                                                | 1 – 2                                                                  | Armenia                                                                | UEFA Nations League 2020-2021 - Lega C                                 | Valeri Q'azaishvili (rig.)                                                         | Cap: J.K'ank'ava                                                       |
| Totale                                                                 |                                                                        | Presenze                                                               | 47                                                                     |                                                                        | Reti                                                                   | 61                                                                                 |                                                                        |

## Palmarès

### Giocatore

#### Club

##### Competizioni nazionali
- Coppa di Slovacchia: 2

Inter Bratislava: 1987-1988, 1989-1990

### Allenatore

#### Club

##### Competizioni nazionali
- Campionato slovacco: 7

Artmedia Petržalka: 2004-2005, 2007-2008
Slovan Bratislava: 2020-2021, 2021-2022, 2022-2023, 2023-2024, 2024-2025
- Coppa di Slovacchia: 3

Artmedia Petržalka: 2003-2004, 2007-2008
Slovan Bratislava: 2020-2021
- Supercoppa di Slovacchia: 1

Artmedia Petržalka: 2005
- Qazaqstan Kubogy: 2

Qaýrat: 2014, 2015